# PQ-13 (konvooi)
PQ-13 was een konvooi van schepen in de Tweede Wereldoorlog. De schepen voeren vanaf Loch Ewe naar Moermansk in maart 1942.

## Schepen

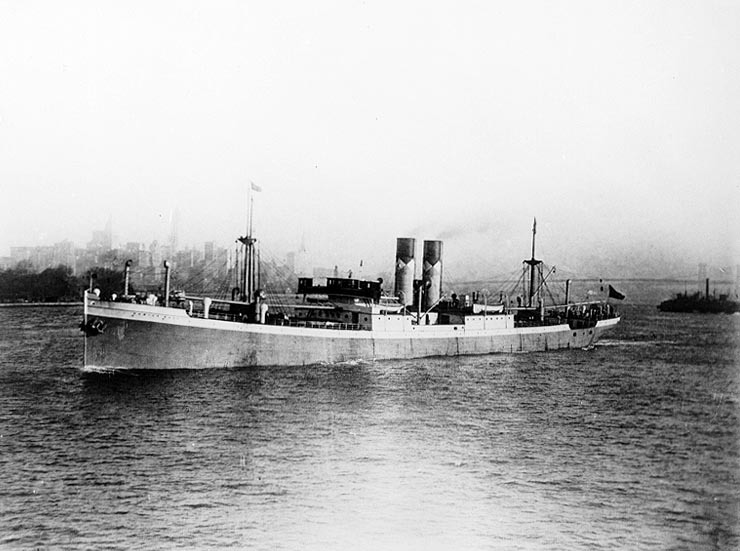
De Raceland

De schepen die daadwerkelijk naar Moermansk voeren waren 19 koopvaardijschepen:
- 8 Britse: Empire Cowper, Empire Ranger, Empire Starlight, Harpalion, Induna, New Westminster City, Scottish American en River Afton
- 5 Panamese: Ballot, Bateau, Raceland, Gallant Fox en El Estero
- 4 Amerikaanse: Dunboyne, Effingham, Eldena en Mormacmar
- 1 Pools: Tobruk
- 1 Hondurees: Mana

Commodore van dit konvooi was D.A. Casey op de SS River Afton, vice commodore schip SS Induna.

## Konvooibescherming

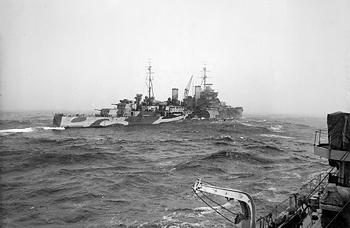
HMS Trinidad

Het konvooi vertrok op 10 maart 1942 vanuit Loch Ewe naar Reykjavik. Het konvooi werd geëscorteerd door de Lokale Escorte Groep 7. 
- Torpedojager ORP Błyskawica (H34) (verliet het konvooi op de 14e )
- Torpedojager HMS Lamerton (L88)
- Torpedojager HNMS Newport (G 54)
- Torpedojager HMS Sardonyx (H 26)

Op de 11e, sloot een ander escort schip aan:
- Torpedojager HMS Saladin (H54)

Het konvooi kwam op 16 maart 1942 aan in Reykjavik en vertrok op 18 maart 1942 naar Moermansk, een dag later keerde het konvooi om, terug naar Reykjavik (het vermoeden was dat de Tirpitz uitgevaren was) en vertrok op de 20ste definitief naar Moermansk
Het konvooi werd geëscorteerd door  
- Trawlers: HMT Celia (T134), HMT Bute (T168)en HMT Wheatland (L122). (verliet het konvooi op de 23ste)

Op de 23ste sloten de andere escort schepen zich aan:
- Torpedojagers: HMS Fury (H76) en HMS Eclipse (H08) (welke op de 25ste het konvooi weer verlieten)
- Lichte Kruiser : HMS Trinidad (K760)(die ook de 25ste het konvooi weer verliet)

Ondersteuning kwam op 28 maart 1942 vanuit Moermansk;
- Mijnenvegers: HMS Harrier (N 71), HMS Gossamer (J 63), HMS Speedwell (J87) en HMS Husser (J 82)

## Lijst met schepen
Het konvooi naar Rusland omvatte 19 vrachtschepen, een olie bevoorradingsschip en 3 walvisvaarders,

| Schip                   | Kapitein                  | Tonnage (GRT) | Vlag                | Bemanning | Armed Guard/DEMS  |
| ----------------------- | ------------------------- | ------------- | ------------------- | --------- | ----------------- |
| SS Dunboyne             | Ernest Prahter            | 3,515         | Verenigde Staten    | 35        | 11, Ensign Brinn  |
| SS Effingham            | Charles H. Hewlett        | 6,421         | Verenigde Staten    | 34        | 9, Ensign Gamblin |
| SS El Estero            | Ivo Beatovic              | 4,219         | Panama              | 38        | 2?                |
| SS Eldena               | Ole M. Nilsen             | 6,900         | Verenigde Staten    | 37        | 13, Ensign Fink   |
| SS Empire Cowper        | John H. Wigham            | 7,164         | Verenigd Koninkrijk | 36        | 11                |
| SS Empire Ranger        | Maurice E. Sadler         | 7,008         | Verenigd Koninkrijk | 43        | 7                 |
| SS Empire Starlight     | William H. Stein          | 6,850         | Verenigd Koninkrijk | 66        | 12                |
| SS Gallant Fox          | Eric Lundh                | 5,473         | Panama              | 39        | Geen              |
| SS Harpalion            | Henry W. Williams         | 5,486         | Verenigd Koninkrijk | 44        | 8                 |
| SS Induna               | William N. Collins        | 5,086         | Verenigd Koninkrijk | 50        | 10                |
| SS Mana                 | Oermulff Berg-Johannessen | 3,283         | Honduras            | 36        | Geen              |
| SS Mormacmar            | Wilfred H. Senior         | 5,453         | Verenigde Staten    | 30        | 9, Ensign Smith   |
| SS New Westminster City | William J. Harris         | 4,747         | Verenigd Koninkrijk | 44        | 6                 |
| SS Raceland             | Sverre Brekke             | 4,815         | Panama              | 45        | Geen              |
| SS River Afton          | Harold W. Charlton        | 5,479         | Verenigd Koninkrijk | 43        | 10                |
| SS Tobruk               | Bronislaw Harko           | 7,048         | Polen               | 47        | 4                 |

| Schip                | Kapitein         | Tonnage (GRT) | Vlag                | Bemanning | Armed Guard/DEMS |
| -------------------- | ---------------- | ------------- | ------------------- | --------- | ---------------- |
| SS Ballot            | Henry Bejer      | 6,131         | Panama              | 38        | 2                |
| SS Bateau            | Johan A. Haltlid | 4,687         | Panama              | 44        | 2                |
| SS Scottish American | Peter Dunn       | 6,999         | Verenigd Koninkrijk | 38        | 6                |

| Schip         | Kapitein | Tonnage (GRT) | Vlag                | Bemanning | Armed Guard/DEMS |
| ------------- | -------- | ------------- | ------------------- | --------- | ---------------- |
| SS Groenland  |          | 1,220         | Verenigd Koninkrijk |           |                  |
| SS Lars Kruse |          | 1,807         | Verenigd Koninkrijk |           |                  |
| SS Mano       |          | 1,418         | Verenigd Koninkrijk |           |                  |

| Schip        | Kapitein             | Tonnage (GRT) | Vlag                | Bemanning | Armed Guard/DEMS |
| ------------ | -------------------- | ------------- | ------------------- | --------- | ---------------- |
| RFA Oligarch | Albert Victor Barton | 6,897         | Verenigd Koninkrijk | 39        | 7                |

| Schip             | Kapitein                  | Tonnage (GRT) | Vlag                | Bemanning | Armed Guard/DEMS |
| ----------------- | ------------------------- | ------------- | ------------------- | --------- | ---------------- |
| HMS Silja FY 301  | William Rigby             | 251           | Verenigd Koninkrijk |           |                  |
| HMS Sumba FY 297  | William Edward Peters     | 251           | Verenigd Koninkrijk |           |                  |
| HMS Sulla FY 1874 | John Edward Thundercliffe | 251           | Verenigd Koninkrijk | 21        |                  |

- SS Lars Kruse, SS Mano en SS Groenland voeren met het konvooi vanaf Loch Ewe naar IJsland, maar voeren niet naar Sovjet-Unie.
- SS Ballot, SS Bateau en SS Scottish American sloten zich aan bij het konvooi in IJsland.
- Alle andere schepen vertrokken vanaf Loch Ewe naar Murmansk.

- 3 walvisvaarders: HMS Silja, HMS Sulla en HMS Sumba werden naar Rusland gebracht om daar als magnetische mijnenvegers gebruikt te gaan worden.

In Rusland werd de HMS Silja omgedoopt in de T-107 en de HMS Sumba werd T-106.

## Konvooiverliezen
Op 28 maart, na een aanval op de Ballot besloten 16 opvarenden dat het veiliger was het schip te verlaten in een sloep. Deze mannen werden opgepikt door de Silja en aan boord van de Induna geplaatst.
| Datum    | Schip         | Tonnage | Vlag                | Gezonken door | Bemanning | POW | Overleden |
| -------- | ------------- | ------- | ------------------- | ------------- | --------- | --- | --------- |
| 28 maart | Raceland      | 4,815   | Panama              | Luftwaffe     | 45        | 13  | 32        |
| 28 maart | Empire Ranger | 7,008   | Verenigd Koninkrijk | Luftwaffe     | 55        | 55  | 0         |
| 29 maart | Bateau        | 4,687   | Panama              | Z-26          | 47        | 6   | 41        |
| 30 maart | Induna        | 5,086   | Verenigd Koninkrijk | U-376         | 66        | 0   | 42*       |
| 30 maart | Effingham     | 6,421   | Verenigde Staten    | U-435         | 42        | 0   | 12        |

- 12 overledenen waren voormalig opvarenden van de SS Ballot.

| Datum    | Schip     | Tonnage | Vlag                | Gezonken door | Bemanning | POW | Overleden |
| -------- | --------- | ------- | ------------------- | ------------- | --------- | --- | --------- |
| 29 March | HMS Sulla | 251     | Verenigd Koninkrijk | IJs aangroei  | 21        | 0   | 21        |

## Nasleep
New Westminster City en Empire Starlight werden gebombardeerd in de haven van Moermansk op 3 april. New Westminster City ging verloren, Empire Starlight werd na de oorlog geborgen opgeknapt en herdoopt als Murmansk. De Harpalion en Empire Cowper gingen verloren in het  konvooi terug naar IJsland, QP 10.
| Datum    | Schip                | Tonnage | Vlag                | Gezonken door | Bemanning | POW | Overleden |
| -------- | -------------------- | ------- | ------------------- | ------------- | --------- | --- | --------- |
| 3 april  | New Westminster City | 4,747   | Verenigd Koninkrijk | Luftwaffe     | 52        | 0   | 2         |
| 3 april  | Empire Starlight     | 6,850   | Verenigd Koninkrijk | Luftwaffe     | 68        | 0   | 1         |
| 11 april | Empire Cowper        | 7,164   | Verenigd Koninkrijk | Luftwaffe     | 68        | 0   | 9*        |
| 13 april | Harpalion            | 5,486   | Verenigd Koninkrijk | U-435         | 52        | 0   | 0         |

- Een bemanningslid van de New Westminster City overleed op dit schip

## Nederlandse slachtoffers
| Naam                    | Leeftijd | Beroep              | Geboren/Woonachtig | Schip       |
| ----------------------- | -------- | ------------------- | ------------------ | ----------- |
| Jannes Hummel           | 22       | Matroos 1ste klasse | Ameland            | SS Bateau   |
| Hendrik Martinus Arends | 39       | 2e stuurman         | Zaandam            | SS Bateau   |
| Arnold Polder           | 21       | 3e machinist        | Hilversum          | SS Bateau   |
| Teunis Roza             | 33       | 4e machinist        | Schiedam           | SS Bateau   |
| Nicolaas Cornelis Odijk | 21       | bediende            | Vlaardingen        | SS Raceland |
| Arie Berghaan (*)       | 40       | 3e stuurman         | Rotterdam          | SS Raceland |

(*) Geboren Nederlander, Amerikaan sinds 1922:

## Nederlanders in konvooi PQ13
| Naam                      | Leeftijd | Beroep              | Geboren/Woonachtig | Schip         |
| ------------------------- | -------- | ------------------- | ------------------ | ------------- |
| Pieter M. van Leuzen      | 21       | Matroos 1ste klasse | Edam               | SS El Estero  |
| Bouke Zwerver             | 29       | Matroos 1ste klasse | Middelstum         | SS El Estero  |
| Thomas van der Vis        | 29       | Bediende            | Rotterdam          | SS Galant Fox |
| Nicolaas J. van den Broek | 40       | Stoker              | Amsterdam          | SS Mana       |